# Vibemsa
A Viação Beira-Mar S/A, conhecida pelo nome fantasia de Vibemsa, foi uma empresa brasileira de transporte coletivo urbano de Salvador, Bahia.
Em 1958 a Transportes Jordão é fundada pelo espanhol Benjamin Nuñez Fernandez, seu irmão Fidel Nuñez e seus amigos e compatriotas Olegário Martinez e Maximino Pino, a empresa possuía seis ônibus sendo um comprado por Benjamin um ano antes o qual ele mesmo o dirigia. Em 1963 o prefeito Virgildásio de Senna regulamenta o sistema de transporte de Salvador, em 26 de julho de 1963 é criada a Viação Beira Mar Ltda. Ela foi fundada não apenas por esse grupo espanhol de imigrantes da Galiza como também outros brasileiros. Foram eles que com muito trabalho e sacrifício criaram os alicerces do que posteriormente seria uma grande empresa. Assim nascia a empresa Viação Beira Mar no bairro de Ondina, tendo como objetivo atuar no ramo de transporte coletivo em Salvador.
A frota inicial contava com 26 veículos e 100 funcionários, operando em duas linhas. No ano de 1965, a empresa comprou parte do acervo da empresa Transpeninsular que abrangia as linhas do centro da cidade. Em 1970, adquiriu as linhas da ITT para o Rio Vermelho via avenida vasco da gama, para a Pituba e para Amaralina.
Nessa época também começou a atender nas linhas da área metropolitana e intermunicipal após a compra da linha Arembepe x Salvador da Viação Cristo Rei. Em 1972 o prefeito Clériston Andrade determina que todas as empresas de ônibus tornem-se sociedade anônima, assim a empresa passa a se chamar Viação Beira Mar S/A e passa a ser conhecida como Vibemsa.
Em 1975 a Vibemsa lançou o serviço de ônibus seletivo, sendo pioneira no Norte e Nordeste e a segunda no Brasil. A experiência de atuação no mercado garantiu ao grupo o aumento da frota além da conquista de novas rotas. A primeira linha do serviço seletivo da Vibemsa foi Pituba x Comércio via barra e foi inaugurada em Janeiro de 1975 com uma frota de 5 ônibus Marcopolo Bertioga encarroçados sob chassi Mercedes Benz OH-1313 que tinham os prefixos 1302, 1304, 1306, 1308 e 1310. Em 1978 adquiriram a Viação Duran S/A (VIDUSA) com 128 ônibus com linhas para Fazenda Garcia, São Lázaro, Federação, Engenho Velho da Federação, Nordeste, Vale das Pedrinhas e Santa Cruz. Durante um curto período de tempo, a Vibemsa teve uma empresa filha denominada Beira Rio que operava nas linhas que outrora eram da Vidusa e utilizava os mesmos prefixos da Vidusa (2000 e 2100). Mais tarde, a Beira Rio deixou de existir e a Vibemsa adotou os prefixos 1500 e 1600 na frota que era da Beira Rio. As ações do grupo refletiam fielmente o empreendedorismo de seus fundadores e, na década de 90, o grupo Vibemsa contava com uma frota de 530 ônibus e mais de 3500 funcionários, trafegavam mensalmente em média 5000.000 km/mês transportando em média 14.000.000 passageiros/mês quatro parques rodoviários, 97 linhas e se destacava no cenário de transporte.
Em 1991 o prefeito Fernando José estabeleceu o limite máximo de 250 ônibus por empresa, desta forma a Vibemsa foi dividida entre os sócios, dando origem a quatro empresas independentes: Viação Rio Vermelho, Transportes Verdemar, Transportes Ondina e BTU. A Vibemsa chegou a ser a maior empresa de ônibus do país com razão social única. Tinha uma frota de 550 veículos.

## Fonte
- SANTOS, Jaciara. De cá pra lá em Salvador. Salvador: SETEPS, 2011.